# Bernhard Goetzke
Bernhard Goetzke (n. 5 iunie 1884, Danzig, Imperiul German – d. 7 octombrie 1964, Berlin, RDG) a fost un actor de film german. El a apărut în 130 de filme între 1917 și 1961. S-a născut în orașul Danzig (ce făcea parte pe atunci din Germania, azi Gdańsk, Polonia) și a murit la Berlin.

## Biografie
Bernhard Goetzke și-a început cariera de actor la teatru, jucând la Hagen, Dresda și Berlin, și a debutat în cinematografie în 1919 în filmul mut Veritas Vincit al lui Joe May. Cele mai cunoscute roluri ale sale au fost în filmele lui Fritz Lang, în special cel al Morții în Der müde Tod (1921). În anul următor, el l-a interpretat pe dușmanul lui Mabuse în Doktor Mabuse, der Spieler. El a obținut un rol principal în filmul The Mountain Eagle (1926) al lui Alfred Hitchcock. După apariția filmelor sonore, Goetzke nu a mai primit decât roluri secundare. După război a revenit pe scenă și a apărut în mai multe filme până în 1961, inclusiv în Das kälte Herz (1950) al lui Paul Verhoeven. A murit în 1964, la vârsta de 80 de ani.

## Filmografie
- Fear (1917)
- The Last Sun Son (1919)
- The Conspiracy in Genoa (1921)
- The Indian Tomb (1921)
- The Secret of Bombay (1921)
- The Brothers Karamazov (1921)
- Destiny (1921)
- Dr. Mabuse the Gambler (1922)
- Peter the Great (1922)
- Die Nibelungen (1924)
- The Blackguard (1925)
- Curfew (1925)
- Slums of Berlin (1925)
- The Last Days of Pompeii (1926)
- The Mountain Eagle (1926)
- Wrath of the Seas (1926)
- Children of No Importance (1926)
- Two and a Lady (1926)
- The Temple of Shadows (1927)
- The Prisoners of Shanghai (1927)
- Assassination (1927)
- The Schorrsiegel Affair (1928)
- Tragedy at the Royal Circus (1928)
- Death Drive for the World Record (1929)
- Spring Awakening (1929)
- Dreyfus (1930)
- Orașe și ani (1930)
- Alraune (1930)
- Louise, Queen of Prussia (1931)
- 1914 (1931)
- The Trunks of Mr. O.F. (1931)
- The Mad Bomberg (1932)
- The Black Hussar (1932)
- Rasputin, Dämon der Frauen (1932)
- Night Convoy (1932)
- The Eleven Schill Officers (1932)
- Typhoon (1933)
- Escapade (1936)
- Robert Koch (1939)
- The Fox of Glenarvon (1940)
- The Three Codonas (1940)
- Jud Süß (1940)
- Between Hamburg and Haiti (1940)
- The Swedish Nightingale (1941)
- A Man With Principles? (1943)
- The Golden Spider (1943)
- 1950 Inimă rece (Das Kalte Herz), regia Paul Verhoeven